# John Wilfred Stanier
Sir John Wilfred Stanier, britanski feldmaršal, * 6. oktober 1925, † 10. november 2007.
Stanier je bil načelnik generalštaba Britanske kopenske vojske med letoma 1982 in 1985.